# Parigi-Bruxelles 2001
La Parigi-Bruxelles 2001, ottantunesima edizione della corsa, si svolse il 15 settembre 2001 su un percorso di 249 km, con partenza da Soissons e arrivo ad Anderlecht. Fu vinta dal francese Emmanuel Magnien della FDJ davanti al belga Niko Eeckhout e al lettone Romans Vainsteins.

## Ordine d'arrivo (Top 10)
| Pos. | Corridore         | Squadra                       | Tempo    |
| ---- | ----------------- | ----------------------------- | -------- |
| 1    | Emmanuel Magnien  | FDJ                           | 5h47'00" |
| 2    | Niko Eeckhout     | Lotto-Adecco                  | s.t.     |
| 3    | Romans Vainsteins | Domo-Farm Frites              | s.t.     |
| 4    | Fabio Baldato     | Fassa Bortolo                 | s.t.     |
| 5    | Jo Planckaert     | Cofidis                       | s.t.     |
| 6    | Jaan Kirsipuu     | Ag2r Prévoyance-Décathlon     | s.t.     |
| 7    | Bart Heirewegh    | Ville de Charleroi-Newsystems | s.t.     |
| 8    | Arvis Piziks      | CSC-World Online              | s.t.     |
| 9    | Ludovic Capelle   | Ag2r Prévoyance-Décathlon     | s.t.     |
| 10   | Matteo Frutti     | Lampre-Daikin                 | s.t.     |